# Argyrotome extrema
Argyrotome extrema là một loài bướm đêm trong họ Geometridae.